# بابلو باستيانيني
بابلو باستيانيني (بالإسبانية: Pablo Bastianini) (9 نوفمبر 1982 في زاراتي، بوينس آيرس في الأرجنتين – )؛ هو لاعب كرة قدم كان يلعب كمهاجم.

## وصلات خارجية
- بابلو باستيانيني على موقع رابطة كرة القدم اليابانية للمحترفين (اليابانية)
- بابلو باستيانيني على موقع قاعدة بيانات كرة القدم.إي يو (الإنجليزية)
- بابلو باستيانيني على موقع Soccerbase.com (لاعب) (الإنجليزية)
- بابلو باستيانيني على موقع Soccerway.com (الإنجليزية)
- بابلو باستيانيني على موقع عالم كرة القدم.نت (الإنجليزية)